# گول آلتی تپه
گول آلتی تپه مربوط به هزاره اول قبل از میلاد - دوره اشکانیان و دوره ساسانیان است و در شهرستان میانه، بخش مرکزی، دهستان بروانان شرقی، ۱ کیلومتری غرب روستای حلمسی واقع شده و این اثر در تاریخ ۲۷ آبان ۱۳۸۶ با شمارهٔ ثبت ۲۰۱۷۲ به‌عنوان یکی از آثار ملی ایران به ثبت رسیده است.